# 田中梓沙
田中 梓沙（たなか あずさ、英語: Azusa Tanaka、2005年10月29日 - ）は、日本の元フィギュアスケート選手（アイスダンス、女子シングル）。京都府出身。京都光華女子大学在学中。主な戦績は2023年全日本フィギュアスケート選手権2位（アイスダンス）。

## 経歴

### シングル時代
7歳からスケートを始める。
2019年2月、全国中学校スケート大会で初出場、総合2位となった。
同年8月、ジュニアグランプリシリーズレークプラシッドで国際試合デビューを果し、総合14位となった。翌年2月、全国中学校スケート大会で2位に入り、2年連続で表彰台に上がった。

### アイスダンス時代
2023年5月、西山真瑚とのアイスダンスチーム結成を発表し、拠点をモントリオールに移す。12月、ゴールデンスピンで9位となった。同月末の全日本選手権で2位に入り、四大陸選手権の代表に決定した。四大陸選手権は指の怪我明けで出場し、総合11位となった。
2025年2月には冬季アジア大会において銅メダルを獲得し、四大陸選手権にも2年連続で出場した。しかし7月、西山真瑚とのカップル解散、田中は競技からの引退を発表した。

## 主な戦績

### アイスダンス
| 大会/年            | 2023-24 | 2024-25 | 2025-26 |
| ------------------ | ------- | ------- | ------- |
| 四大陸選手権       | 11      | 11      |         |
| GP NHK杯           |         | 10      | 欠場    |
| アジア冬季競技大会 |         | 3       |         |
| ゴールデンスピン   | 9       |         |         |
| 全日本選手権       | 2       | 2       |         |

#### 詳細
| 2024-2025 シーズン    |                                                |          |          |           |
| 開催日                | 大会名                                         | RD       | FD       | 結果      |
| 2025年2月18日 - 23日  | 2025年四大陸フィギュアスケート選手権（ソウル） | 12 59.84 | 10 96.55 | 11 156.39 |
| 2025年2月7日 - 14日   | 2025年アジア冬季競技大会（ハルビン）           | 3 63.21  | 3 100.50 | 3 163.71  |
| 2024年12月19日 - 22日 | 第93回全日本フィギュアスケート選手権（門真）   | 2 66.03  | 2 102.89 | 2 168.92  |
| 2024年11月8日 - 10日  | ISUグランプリシリーズ NHK杯（東京）            | 10 59.15 | 10 92.12 | 10 151.27 |

| 2023-2024 シーズン     |                                              |          |          |           |
| 開催日                 | 大会名                                       | RD       | FD       | 結果      |
| 2024年1月30日 - 2月4日 | 2024年四大陸フィギュアスケート選手権（上海） | 11 62.09 | 12 95.54 | 11 157.63 |
| 2023年12月20日 - 24日  | 第92回全日本フィギュアスケート選手権（長野） | 1 71.08  | 3 105.35 | 2 176.43  |
| 2023年12月6日 - 9日    | ゴールデンスピン（ザグレブ）                 | 10 61.86 | 9 96.83  | 9 158.69  |

### 女子シングル
| 大会/年              | 2017-18 | 2018-19 | 2019-20 | 2020-21 | 2021-22 |
| -------------------- | ------- | ------- | ------- | ------- | ------- |
| JGPレークプラシッド  |         |         | 14      |         |         |
| エーニャスプリング杯 |         |         |         |         | 4 J     |
| 全日本選手権         |         |         |         |         | 18      |
| 全日本ジュニア選手権 |         |         | 10      | 15      | 5       |
| 全日本ノービス選手権 | 14 A    | 7 A     |         |         |         |

## プログラム使用曲

### アイスダンス
| シーズン  | RD                                                               | FD                                                                                   | EX |
| --------- | ---------------------------------------------------------------- | ------------------------------------------------------------------------------------ | -- |
| 2024-2025 | September, Sir Duke, Land of 1000 dance 振付：ロマン・アグノエル | エリーゼのために 作曲：ルートヴィヒ・ヴァン・ベートーヴェン 振付：ロマン・アグノエル |    |
| 2023-2024 | スーパーマリオブラザーズ 振付：ロマン・アグノエル                | ジゼル 作曲：アドルフ・アダン 振付：ロマン・アグノエル                               |    |